# Calycidium
Calycidium is een geslacht van korstmossen behorend tot de familie Sphaerophoraceae. De typesoort is Calycidium cuneatum.

## Soorten
Volgens Index Fungorum telt het geslacht twee soorten (peildatum februari 2022):
| Soortnaam             | Auteur(s)       | Publicatiejaar |
| --------------------- | --------------- | -------------- |
| Calycidium cuneatum   | Stirt.          | 1877           |
| Calycidium polycarpum | (Colenso) Wedin | 2002           |